# Oroya
Oroya je rod jihoamerických, středně velkých, kulovitých kaktusů. Rostou v horských oblastech Peru. Patří mezi méně pěstované rody kaktusů. K prozkoumání nalezišť rodu významně přispěl Karel Kníže.

## Výskyt
Rod Oroya obývá západní svahy And v dlouhém pásu od města Huaras na severu až po město Cuzco na jihu. Centrum nalezišť je východně od Limy u městečka La Oroya. Roste převážně v pásmu výšek 3000 - 4000 m n. m., ojediněle u La Oroya až ve výšce 4300 m n. m. až k hranici věčného sněhu. Patří tak mezi nejvýše rostoucí kaktusy. Lokality nejsou souvislé, často jsou v údolích odděleny hřebeny hor. Vytváří tak mírně odlišné populace. Osídlují kamenné lavice a výspy se štěrky nebo chudá travnatá společenství. Denní teploty nepřesahují 20 °C, na nejvyšších lokalitách v noci mrzne. V této oblasti roste také příbuzný rod Matucana.

## Popis

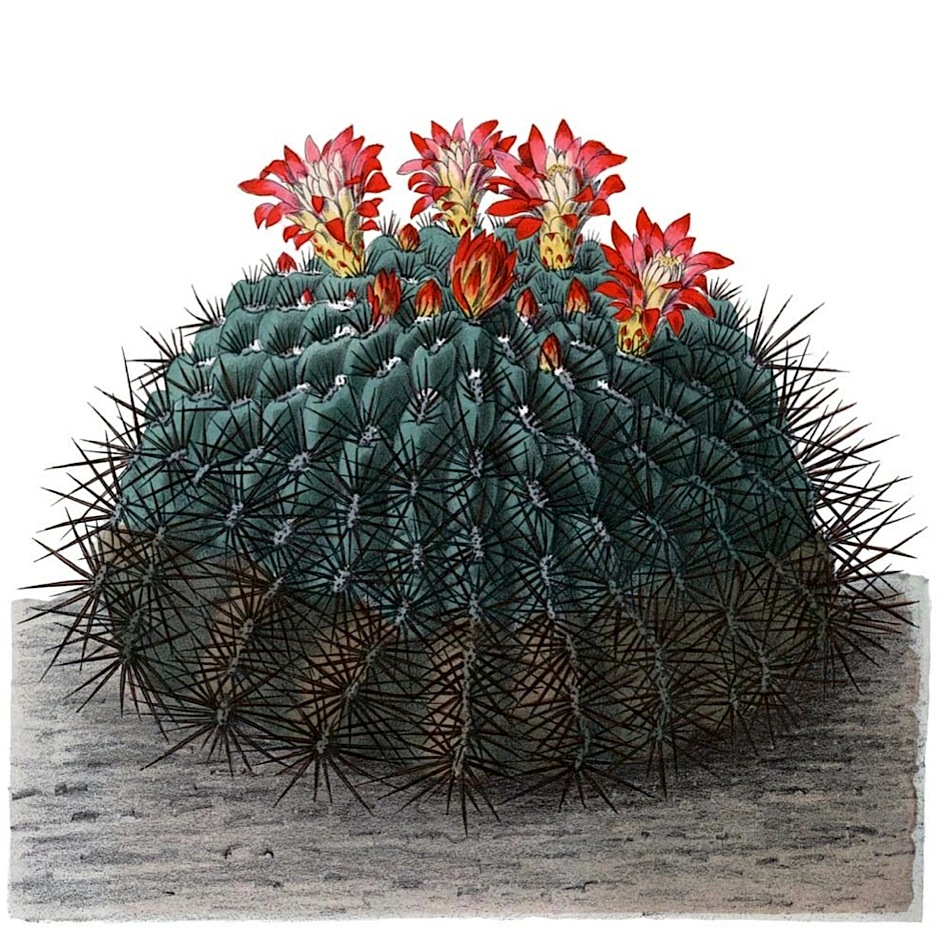
Oroya peruviana, Schumann, Gürke & Vaupel, 1904.

Oroye jsou převážně soliterní. Někdy se dichotomicky dělí na temeni, zejména po poškození, a vytváří nepravé trsy. Bohatě odnožuje miniaturní Oroya peruviana f. minima. Stonek je zpočátku kulovitý, někdy se ve stáří prodlužuje. Velké formy dorůstají až 40 cm výšky při průměru až 25 cm. Pokožka je lesklá, jemná. Stonek je rozdělen do 10 až 30 žeber. Mohou být přímá nebo mírně spirálovitá, jsou oblá, s výraznými hrboly. Areoly jsou čárkovitě protažené, jsou umístěny v horní polovině hrbolů žeber. Jsou jen málo vlnaté. Otrnění je charakteristicky podél areol rozprostřeno do stran. Je často přiléhavé. Trny jsou přímé, méně často mírně prohnuté. Převládají světlé barvy, žlutavá, jantarová, často s tmavou bází. Jsou i tmavotrnní jedinci. Kořeny jsou silné až řepovité.
Květy vyrůstají na temenu stonku, rozvíjí se již spíše u okraje temene, jsou široce přisedlé v horní části areoly a mají charakteristický tvar. Jsou 2 až 3 cm velké. Široká trubka nese šupiny a někdy trochu plsti. Okvětní lístky jsou špičaté a často mají jinak zbarvenou bázi. Okvětní lístky se rozevírají nepravidelně, vnější se ohýbají nazpět, vnitřní se otevírají jen málo. Blizna i prašníky jsou krátké a nevyčnívají z květu. Plody jsou bobule, holé nebo se zbytky plsti. Jsou podlouhlé, až 2 cm velké, ve zralosti se otevírají na bázi. Semena jsou asi 2 mm velká, hnědá až černá, matná. Mají přilbovitý tvar.
Oroya peruviana je značně variabilní. Populace mají různou velikost stonku, různý tvar a počet žeber. Otrnění může být jen řídké, z málo trnů, nebo husté zahalující. Květy jsou karmínově červené, případně světlejší až oranžové. Mají žlutý střed a spodní části vnějších okvětních lístků. Vzácně jsou květy čistě žluté. Plody jsou červenohnědé.
Oroya borchesii je více jednotná. Má 30 přímých žeber, velmi husté, mírně odstávající otrnění jantarové barvy. Květy jsou žluté až žlutozelené, plody jsou žluté.

## Taxonomie

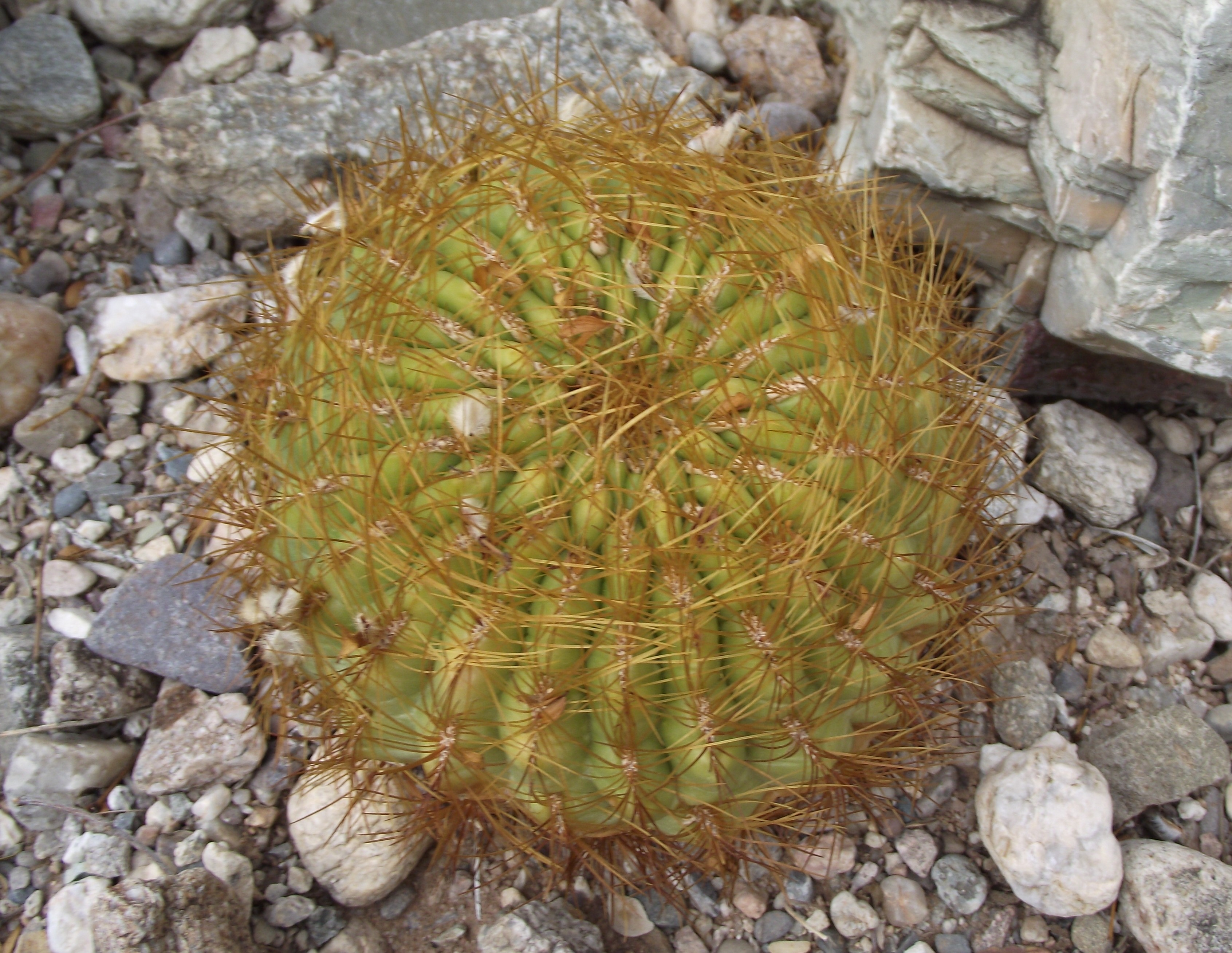
Oroya borchersii

Rod Oroya vytvořili Britton a Rose v roce 1923 pro jediný druh Echinocactus peruvianus K. Schumann, 1903. Jméno rodu je vytvořeno podle hornického města Oroya v horách nad Limou, kde daný druh roste. K prozkoumání nalezišť rodu přispěli Karel Kníže, A. W. Rausch, C. Backeberg, Friedrich Ritter.
Jednotlivé populace jsou mnohdy odděleny vysokými horskými hřebeny a nemísí se. Bylo proto postupně popsáno asi 7 druhů a 10 variet.
V současnosti jsou uznávány 2 druhy, v literatuře je možné se setkat s podrobnějším členěním.
Oroya borchersii (Boedeker) Backeberg 1959
Oroya peruviana (K. Schumann) Britton & Rose 1922
synonyma (sloučené druhy): Oroya neoperuviana Backeberg 1935, Oroya laxiareolata Rauh & Backeberg 1957, Oroya subocculta Rauh & Backeberg 1957, Oroya baumannii Knize 1969, Oroya gibbosa F. Ritter 1981, nepopsané druhy Oroya acollana n. n. Kníže, Oroya gigantea n. n. Kníže.
Příbuzenské vztahy vykazuje k rodům Matucana a Denmoza.

## Pěstování
Horské oroye jsou odolné rostliny. Vyhovuje jim umístění ve volné kultuře a střídání denního tepla s nočním chladem. Suché a horké skleníky vedou v létě k zastavení růstu. Na začátku jara je nutné opatrné přivykání na přímé slunce, zvláště po tmavém zimování, jinak dojde k popálení jemné pokožky. Oroye pěstují především kaktusáři, v běžných květinářstvích jsou nabízeny jen vzácně.